# Francisco Javier Delicado Martínez
Francisco Javier Delicado Martínez (Valencia, 20 de agosto de 1951) es un Historiador del Arte, teórico de la Historia de la Arquitectura, profesor universitario, crítico de arte, investigador y ensayista español.

## Biografía

### Estudios
Nacido en Valencia y de ascendencia yeclana, es hijo del poeta, escritor y periodista Javier Delicado Puche (1904-2004). Realizó sus estudios de Bachillerato en el Colegio de las Escuelas Pías y en el Instituto Lluís Vives de Valencia, y de Licenciatura y Doctorado en la Universidad de Valencia-Estudi General, doctorándose en Historia del Arte, con la tesis sobre La Comisión Provincial de Monumentos Históricos y Artísticos de Valencia (1844-1983] , dirigida por los doctores Joaquín Bérchez y Mercedes Gómez Ferrer.

### Actividades
Profesor titular de Historia del Arte en la Escuela de Artes Aplicadas y Oficios Artísticos  de Valencia (1988-1992); profesor colaborador del Departamento de Historia del Arte de la Universidad de Valencia (1997-2016) en las titulaciones de la licenciatura de Historia del Arte, en la diplomatura de Magisterio, en los grados de Historia del Arte, Historia, Estudios Hispánicos y sus literaturas, en Turismo+ADE, y en el Máster de Historia del Arte y Cultura Visual; profesor tutor de alumnos universitarios en prácticas formativas externas mediante convenio establecido con el ADEIT Universidad - Empresa de la UV; archivero y documentalista de la Real Academia de Bellas Artes de San Carlos (1985-2018); y coordinador general de la revista científica Archivo de Arte Valenciano desde 1997 hasta la actualidad.
Especialista en historia de la arquitectura y de las artes figurativas de los siglos XVI-XIX de la Comunidad Valenciana, de la Región de Murcia y de la Mancha albaceteña, como profesor ponente ha impartido conferencias y participado en mesas redondas debatiendo temas de arte, urbanismo, escultura y patrimonio monumental, histórico y artístico; ha dirigido y coordinado Trabajos de Fin de Grado y Trabajos de Final de Máster; ha concurrido con ponencias y comunicaciones a más de 150 congresos, jornadas y simposia de Historia del Arte de ámbito nacional e internacional, que han sido publicadas en las actas de los congresos organizados por el Comité Español de Historia del Arte (CEHA), el Instituto Escurialense de Investigaciones Históricas y Artísticas (IEIHA), la Universidad Internacional Menéndez y Pelayo (UIMP), el CINTER (Centro Coordinador Internacional de Escultura Religiosa) y el Centro de Estudios Locales de Yecla y Norte de Murcia (CELYecla).
Ha redactado diversos informes técnicos, a petición de Corporaciones municipales e Instituciones oficiales, relacionados con el patrimonio histórico, artístico, cultural y etnográfico, de las poblaciones de Sagunto, Játiva, Fuente la Higuera, Jumilla y Yecla.
En relación con temas de su especialidad (las Comisiones Provinciales de Monumentos Históricos y Artísticos españolas) viene asesorando a investigadores y estudiosos sobre aspectos históricos, legislativos, propuestas para la declaración de monumentos,  y miembros de estas corporaciones en torno a la conservación y salvaguarda del patrimonio histórico y artístico de los siglos XVIII, XIX y XX.
Miembro del comité científico de varios congresos internacionales de escultura religiosa (CINTER), es además evaluador externo de trabajos científicos para revistas impresas y digitales.
Ha redactado diversas "voces" para la Enciclopedia Valenciana de Arqueología Industrial (Valencia, 1995); para el Diccionario de Artistas Valencianos del siglo XX (Valencia, 1999, 3 vols.);y para el Diccionario Biográfico Español, editado por la Real Academia de la Historia (2011, 50 vols.); ha prologado monografías de pintores, cartelistas y escultores (Rafael Sempere, Juan Sevilla Sáez, José Peris Aragó, los Benlliure, José Esteve Edo, Santiago Rodríguez...); ha sido miembro de jurados de certámenes de pintura (Liria, Játiva, Gestalgar, Jumilla, Yecla, etc.) en los que continúa; ha concurrido y participa en la redacción de textos en catálogos de exposiciones, muestras retrospectivas y legados de artistas plásticos contemporáneos (Antonio Tomás Sanmartín, José Segrelles Albert, Juan Rico López, Juan Ortuño, Vicente Juan Molina, Manuel Muñoz Barberán, y Rafael Roses Rivadavia); ha llevado a cabo la redacción de fichas catalográficas de obras de arte pertenecientes a colecciones museísticas y municipales (fondo artístico de la Real Academia de Bellas Artes de San CarlosReal Academia de Bellas Artes de San Carlos y fondo pictórico de la Casa Municipal de Cultura de Yecla; y recensiones de libros en publicaciones periódicas.
Es miembro societario de la Associació Valenciana de Crítics d´Art (AVCA), de la Asociación Española de Críticos de Arte (AECA), del Comité Español de Historia del Arte (CEHA), de la Asociación Caminos por el Arte (ACA), y del Centro de Estudios Locales de Yecla y Norte de Murcia (CELYecla). Pertenece a la Junta Directiva de la Asociación de Amigos del Museo Nacional de Cerámica y de las Artes Suntuarias "González Martí". y es miembro de otras sociedades culturales.
Es desde 1996 Académico correspondiente en Yecla y Jumilla de la Real Academia de Bellas Artes de San Carlos, de Valencia, y  desde 2006 de la Real Academia de Bellas Artes de Santa María de la Arrixaca, de Murcia. Ha recibido la distinción del Comité Científico del Primer Congreso Internacional de Escultura Religiosa celebrado en Crevillente en 2016, en reconocimiento a sus destacadas aportaciones al estudio de la escultura en el ámbito español.

## Publicaciones

### Revistas científicas
Es autor de más de dos centenares de trabajos de investigación de carácter artístico, histórico, cultural y paisajístico, que han sido dados a conocer y colabora en :
- Analecta Cartusiana. Salzburg.
- Archivo de Arte Valenciano. Real Academia de Bellas Artes de San Carlos.
- Ars Longa. Cuadernos de Arte. Departamento de Historia del Arte. Universidad de Valencia.
- Boletín de la Academia de Genealogía y Heráldica. Valencia.
- Boletín de la Sociedad Castellonense de Cultura. Castellón.
- El Carche de Jumilla. Jumilla.
- Ciudad de Yecla. Boletín informativo municipal. Yecla.
- Cuadernos de Valldecrist. Boletín de la Asociación Cultural Cartuja de Valldecrist. Altura (Castellón).
- El Yeclano Ausente. Boletín de Secretariado de Yeclanos Ausentes. Yecla.
- La gaceta de Folchi. Boletín digital del Museo Nacional de Cerámica y de las Artes  Suntuarias "González Martí". Valencia.
- PASOS de Arte, Cultura y Patrimonio. Madrid.
- PLATEA. Ayuntamiento de Las Rozas, Madrid.
- PLEITA. Revista del Museo Etnológico y de Ciencias Naturales Municipal "Jerónimo Molina". Ayuntamiento de Jumilla.
- Príncipe de Viana. Institución Príncipe de Viana. Gobierno de Navarra.
- Raíz. Revista de artes y costumbres populares. Yecla.
- Revista-Programa de Semana Santa de Jumilla. Junta Central de Hermandades de Semana Santa de Jumilla.
- Revista-Programa de fiestas patronales de Chella. Festers de Chella (Valencia).
- Revista-Programa de Fiestas Patronales de Yecla. Asociación de Mayordomos de la Purísima Concepción de Yecla.
- Rogativas. Boletín de la Asociación de Caballeros y Damas del Cristo del Sepulcro, de Yecla.
- Saitabi. Revista de la Facultat de Geografia i Història. Universidad de Valencia.
- SAÔ, Quaderns. Revista especializada en temática valenciana. Valencia.
- Три искусства: архитектура, дизайн и изобразительное искусство. San Petersburgo (Rusia) 2 / 1999.
- Verdolay. Revista del Museo Arqueológico de Murcia.
- YAKKA. Revista de Estudios Yeclanos. Ayuntamiento de Yecla.

### Monografías
Su obra científica abarca diversos estudios sobre conventos y monasterios desamortizados, entre los que se mencionan: el Monasterio de San Lorenzo de El Escorial (Madrid), el Monasterio de San Miguel de los Reyes (Valencia), el Monasterio de San Jerónimo de Cotalba (Alfahuir, Gandía), el Monasterio jerónimo de Santa María de la Murta (Alcira), el Monasterio cisterciense de Santa María de la Valldigna (Simat de Valldigna), el Monasterio de Santa Clara (Játiva), la Cartuja de Valldechrist (Altura, Castellón),  el Monasterio jerónimo de San Pedro de La Ñora (Murcia), los Conventos franciscanos de Las Llagas y de Santa Ana del Monte (Jumilla) y el Convento de San Francisco de Asís y la Capilla de la Venerable Orden Tercera (Yecla). 
Como archivero y documentalista, es autor en colaboración con Ángela Aldea, de la "Guía" titulada El Archivo histórico de la Real Academia de Bellas Artes de San Carlos y sus fondos documentales. Valencia, Real Academia de Bellas Artes de San Carlos, 2007.

### Obras destacadas
- Rutas de acercamiento al Patrimonio Artístico Valenciano. Ciudad de Valencia, Dirección General de Patrimonio Artístico, 2003.
- Las Bellas Artes y sus artífices en Yecla. Siglos XIV-XXI. Catálogo razonado de artistas. YAKKA, 2005.
- «Arquitectura neoclásica en Yecla. La Iglesia de la Purísima». YAKKA, 17, 2008-2009.
- «Yecla, ciudad y arquitectura» en Yecla, memoria de su identidad, Cap. V. Universidad de Murcia-Ayuntamiento de Yecla, 2009. pp. 199-216.
- «Arquitectura y espacio escénico en Yecla. El Teatro Concha Segura». YAKKA, 18, 2009-2010.
- «La Iglesia mayor de Santiago apóstol, de Jumilla: espacio arquitectónico, patrimonio artístico y liturgia». Archivo de Arte Valenciano, 2009 y 2010.
- «Jardines históricos, parques públicos y escultura contemporánea en Jumilla. Región de Murcia», Archivo de Arte Valenciano, 2016.
- «La Venerable Orden Tercera franciscana de Yecla, su capilla y el grupo escultórico de la Virgen de las Angustias, de Francisco Salzillo». Actas del simposium Religiosidad popular: Cofradías de penitencia. Volumen II. San Lorenzo de El Escorial. Instituto Escurialense de Investigaciones Históricas y Artísticas, 2017.
- «Jumilla, ciudad y arquitectura», Archivo de Arte Valenciano, 2017.[13]
- «Destrucción, pérdida y extrañamiento del patrimonio arquitectónico valenciano: Desde la Guerra del Francés hasta la Democracia», Archivo de Arte Valenciano, 2018.
- «La arquitectura y el urbanismo en Yecla durante la segunda mitad del siglo XIX: Obras eclesiásticas, municipales y civiles vinculadas al eclecticismo e historicismo medieval» en Actas de las Jornadas de Historia Local. Yecla durante la segunda mitad del siglo XIX, 1850-1899, CELYecla-Real Academia de Alfonso X el Sabio, 2019.
- «El escultor Vicente Tena Fuster (Valencia, 1861-1946) y su producción imaginara en el ámbito español en época contemporánea». SVMMA STVDIORVM SCVLPTVRICAE. In memoran Dr. Lorenzo Hernández Guardiola (Materiales del II Congreso Internacional de Escultura Religiosa ‹La luz De Dios y su imagen›. Crevillente, 25-28 de octubre de 2018). Alicante, Instituto Alicantino de Cultura Juan Gil-Albert, 2019, pp. 239-267.
- «Los Jardines Valencianos del siglo XIX y su relación con los diseños europeos». Arte y cultura sobre el patrimonio. Los vínculos del arte valenciano a lo largo de la historia (II), Valencia, Real Academia de Bellas Artes de San Carlos, 2024 (nº 27 de la colección Investigació & documents, pp. 219-270).
- «Significado, arte y naturaleza del belén en el ámbito hispánico». El escultor José Ginés (1768-1823). A propósito de "La matanza de los inocentes", Generalitat Valenciana, 2020.
- La pedanía de Raspay / El Carxe (Yecla): historia, patrimonio y cultura. Yecla, Ayuntamiento, 2021.
- «Nuevas consideraciones sobre el pin tor barroco Antonio Richarte (Yecla, 1690-Valencia, 1763, obras y discípulos. Su testamento». Archivo de  Arte Valenciano. Valencia 2021.
- «Para gobernar el tiempo. La Torre del Reloj, de Yecla (Siglos XVI-XIX)». Archivo de  Arte Valenciano. Valencia 2022 (Estudio en colaboración con Francisco José Carpena Chinchilla).
- «Chella en las fuentes historiográficas de época Moderna y Contemporánea», Programa-Revista de Fiestas Patronales de Chella-2023. Alcántara de Júcar 2023 (Trabajo en colaboración con Vicente Talón Gimeno).
- «La litografía en Yecla en el transcurso del siglo XIX. De la estampa devocional a las ilustraciones del libro impreso»,Yecla, 2023 (en prensa)
- «Las cofradías en Yecla en época de Carlos III (1759-1788)», YAKKA. Revista de Estudios Yeclanos. Yecla, 2023.
- «El maestro tallista y pintor dorador Isidro Carpena (Yecla, 1750-1820). Nuevos documentos» Archivo de Artes Valenciano. Valencia, 2023 (Estudio en colaboración con Francisco José Carpena Chinchilla).
- «El ilustrador, arqueólogo e historiador José Biosca y Mejías (Almansa, 1841- Valencia, 1882), miembro fundador de la Sociedad Arqueológica Valenciana» (en prensa).

## Consultas on-line
La mayor parte de sus publicaciones pueden consultarse on-line y se encuentran a disposición de estudiosos, investigadores y personas interesadas en el perfil de trabajos científicos DIALNET, de la Universidad de La Rioja; en las plataformas RODERIC de la Universidad de Valencia, y TESEO del Ministerio de Cultura y Educación; y en la página web del Museo Arqueológico Municipal Cayetano de Mergelina, de Yecla (MAYE).